# جايمي باروسو
جايمي باروسو (بالإسبانية: Jaime Barroso)‏ هو منافس ألعاب قوى إسباني، ولد في 15 مايو 1968.

## وصلات خارجية
- جايمي باروسو على موقع الاتحاد الدولي لألعاب القوى (الإنجليزية)
- جايمي باروسو على موقع أوليمبيديا (الإنجليزية)